# Comuna Oleksandrivka, Koriukivka
Oleksandrivka (în ucraineană Олександрівка) este o comună în raionul Koriukivka, regiunea Cernihiv, Ucraina, formată din satele Oleksandrivka (reședința), Piskî și Verholissea.

## Demografie
Componența lingvistică a comunei Oleksandrivka
     Ucraineană (98,11%)
     Rusă (1,79%)
     Alte limbi (0,09%)
Conform recensământului din 2001, majoritatea populației comunei Oleksandrivka era vorbitoare de ucraineană (98,11%), existând în minoritate și vorbitori de rusă (1,79%).